# Шуроб
Шураб (тадж. Шӯроб) — напівзакинуте селище (у 1952 —2005 роках — місто) в Согдійському вілояті на півночі Таджикистану. Розташоване у передгір'ях Туркестанського хребта. Видобуток бурого вугілля. Механічний завод.
На даний час Шураб — індустріальне місто з низьким рівнем життя населення.
Місто названо Шураб, що перекладається з таджицької мови — «солона вода». Дійсно, багато водних джерел мають солонуватий присмак води через мінерали морського походження, адже на цьому місці в період Палеозоя існувало море, про що нагадує велика кількість копалин черепашок і решток коралів у горах.
У Шурабі народилася Неллі Кім, 5-тиразова олімпійська чемпіонка зі спортивної гімнастики.
З початку 1900 року окремі підприємці почали брати гірничі відводи і будувати дрібні кустарні шахти. У 1936 році була побудована залізниця Шураб — Ісфара. У 70-80 роках ХХ століття місто Шураб вважалося одним із розвинутих промислових і культурних міст Согдійської області.